# Epidapus macrohalteratus
Epidapus macrohalteratus är en tvåvingeart som beskrevs av Werner Mohrig och Menzel 1992. Epidapus macrohalteratus ingår i släktet Epidapus och familjen sorgmyggor.
Artens utbredningsområde är Schweiz. Inga underarter finns listade i Catalogue of Life.